# Empis pan
Empis pan är en tvåvingeart som beskrevs av Frey 1953. Empis pan ingår i släktet Empis och familjen dansflugor. Inga underarter finns listade i Catalogue of Life.